# Ouzinkie
Ouzinkie – miasto w Stanach Zjednoczonych, w stanie Alaska, w okręgu Kodiak Island.